# Басанега (Бреша)
Басанега је насеље у Италији у округу Бреша, региону Ломбардија. 
Према процени из 2011. у насељу је живело 60 становника. Насеље се налази на надморској висини од 350 м.